# 1989 BK
1989 BK är en asteroid i huvudbältet som upptäcktes den 28 januari 1989 av den japanska astronomen Yoshiaki Oshima vid Gekko-observatoriet.